# 施泰爾岑格拉本河
49°53′29″N 9°35′38″E / 49.891454°N 9.593818°E
施泰爾岑格拉本河（德語：Stelzengraben），是德國的河流，位於該國東南部，由巴伐利亞負責管轄，屬於美因河的右支流，河道全長2.9公里，流域面積2.6平方公里。